# 村上綾一
村上綾一（むらかみ りょういち）株式会社エルカミノ代表取締役。

## 来歴
巣鴨高等学校卒。早稲田大学卒。
大学卒業後、大手進学塾の最上位指導や教材・模試の制作を経て、2006年、東京に株式会社エルカミノを設立した。2008年に個別指導から集団授業に切り替えを行った。
教育部門「理数系専門塾エルカミノ」では直接授業も担当し、生徒を灘中学校や御三家へ送り出している。
2008年公開映画デスノート『L change the WorLd』で数理トリックの制作を担当。パズル作家としても活動している。

## 著作
- 人気講師が教える理系脳のつくり方（文藝春秋）
- 面積迷路1（学研）
- 面積迷路2（学研）
- 面積迷路3（学研）
- 面積迷路4（学研）
- 面積迷路　ひらめき編（学研）
- 面積迷路　スピード編（学研）
- 立体面積迷路（学研）
- 算数パズルで５分間思考トレーニング（学研）
- 立方体の切断の攻略（学研）
- 回転体の攻略（学研）
- 立方体の切断の攻略（学研）
- 大人もハマる算数パズル（PHP文庫）
- 自分から勉強する子が育つお母さんの習慣（ダイヤモンド社）